# Mayer Kirshenblatt
Mayer Kirshenblatt (ur. 4 września 1916 w Opatowie, zm. 20 listopada 2009 w Toronto) – polsko–kanadyjski malarz żydowskiego pochodzenia, ojciec Barbary Kirshenblatt-Gimblett.

## Życiorys
Urodził się 4 września 1916 roku w Opatowie, w niezamożnej rodzinie Awnera Kirszenblata i Rywki z Wajcblumów. Odebrał tradycyjne wykształcenie w chederze, ukończył także siedmioletnią szkołę powszechną w Opatowie – należał do pierwszego rocznika objętego obowiązkiem szkolnym. Następnie terminował u elektryków i szewca. W 1934 roku wyemigrował z rodziną do Kanady, by dołączyć w Toronto do ojca, który wyjechał sześć lat wcześniej. Po trudnych początkach w nowym kraju, Kirshenblatt utrzymywał się, wykonując różne zawody, w tym pracując m.in. jako malarz pokojowy i elewacyjny czy renowator mebli, by w końcu otworzyć swój własny sklep z farbami i tapetami.
W 1990 roku – ponad dekadę od przejścia na emeryturę – za namową rodziny, w tym córki Barbary Kirshenblatt-Gimblett, która w 1967 roku zaczęła nagrywać z nim wywiady, Kirshenblatt zaczął malować wspomnienia z rodzinnego miasteczka i swojego dzieciństwa. Na swoich obrazach przedstawił głównie ludzi, wydarzenia, miejsca, obyczaje z przedwojennego Opatowa – stanowią one świadectwo dawnego życia mieszkańców miasteczka. Dzięki jego zmysłowi obserwacji prace przedstawiające osoby wykonujące różnorodne zajęcia czy lokalną społeczność uczestniczącą w świętach żydowskich lub chrześcijańskich zawierają wiele cennych detali. Jego twórczość zaprezentowano na wystawach w Koffler Gallery i Bathurst Jewish Community Center w Toronto, Judah L. Magnes Museum w Berkeley, Muzeum Żydowskim w Nowym Jorku, National Yiddish Book Center w Amherst i Żydowskim Muzeum Historycznym w Amsterdamie (nl. Joods Historisch Museum). W Polsce jego obrazy były eksponowane w Opatowie i w Żydowskim Muzeum Galicja w Krakowie.
Zmarł 20 listopada 2009 roku w Toronto. Pozostawił po sobie około trzysta obrazów i wiele rysunków.
Jego wspomnienia zostały opublikowane w albumie They Called Me Mayer July. Painted Memories of a Jewish Childhood in Poland before the Holocaust, wydanym wraz z Barbarą Kirshenblatt-Gimblett w 2007 roku przez University of California Press. Publikacja została wyróżniona takimi nagrodami jak Canadian Jewish Book Award (2008) czy American Association of University Presses Award (2008).
Polskie tłumaczenie książki "Nazywali mnie Niesforny Majer. Żydowskie dzieciństwo w Polsce przed Zagładą, wspomnienia malowane" zostało wydane przez Muzeum POLIN w 2023 roku (tłumaczka - Aleksandrd Geller).